# Love Me like You Do
"Love Me like You Do" é uma canção da cantora britânica Ellie Goulding, gravada para a banda sonora do filme Fifty Shades of Grey. Foi escrita e produzida por Max Martin e Ali Payami, com auxílio de Savan Kotecha, Ilya Salmanzadeh, Ali Payami e Tove Lo na composição. O seu lançamento ocorreu a 7 de Janeiro de 2015, através da Interscope Records, servindo como segundo single do conjunto de músicas para o filme.

## Desempenho nas tabelas musicais

### Posições
| Tabela musical (2015)                               | Melhor posição |
| --------------------------------------------------- | -------------- |
| Alemanha - Media Control Charts                     | 1              |
| Austrália - ARIA Singles Chart                      | 1              |
| Áustria - Ö3 Austria Top 75                         | 1              |
| Bélgica - Ultratop 50 (Flandres)                    | 4              |
| Bélgica - Ultratop 50 (Valónia)                     | 6              |
| Brasil - Billboard Brasil Hot 100                   | 26             |
| Bulgária - Airplay Top5                             | 1              |
| Canadá - Canadian Hot 100                           | 11             |
| Dinamarca - Tracklisten                             | 1              |
| Eslováquia - Singles Digitál Top 100                | 3              |
| Estados Unidos - Billboard Hot 100                  | 3              |
| Estados Unidos - Billboard Pop Songs                | 16             |
| Estados Unidos - Billboard Adult Contemporary Songs | 30             |
| Estados Unidos - Billboard Adult Pop Songs          | 18             |
| Europa - Euro Digital Songs                         | 1              |
| Finlândia - Suomen virallinen lista                 | 2              |
| França - SNEP                                       | 14             |
| Hungria - Single Top 20                             | 1              |
| Irlanda - Top 100 Singles                           | 1              |
| Israel - Media Forest                               | 2              |
| Itália - FIMI                                       | 3              |
| Nova Zelândia - NZ Top 40 Singles Chart             | 1              |
| Noruega - VG-lista                                  | 1              |
| Países Baixos - Mega Single Top 100                 | 2              |
| Polónia - Airplay Top 20                            | 10             |
| Portugal - Portugal Digital Songs                   | 2              |
| Chéquia - Singles Digitál Top 100                   | 2              |
| Reino Unido - UK Singles Chart                      | 1              |
| Suécia - Sverigetopplistan                          | 1              |
| Suíça - Schweizer Hitparade                         | 1              |

### Certificações
| País          | Provedor | Certificação |
| ------------- | -------- | ------------ |
| Austrália     | ARIA     | Ouro         |
| Nova Zelândia | RMNZ     | Ouro         |
| Reino Unido   | BPI      | Prata        |

## Histórico de lançamento
| País           | Data                    | Formato          | Editora discográfica   |
| -------------- | ----------------------- | ---------------- | ---------------------- |
| Canadá         | 7 de Janeiro de 2015    | Descarga digital | Universal              |
| Estados Unidos | 7 de Janeiro de 2015    | Descarga digital | Cherrytree, Interscope |
| França         | 19 de Janeiro de 2015   | Descarga digital | Universal              |
| Alemanha       | 12 de Fevereiro de 2015 | CD single        | Universal              |